# Подковонос на Мехели
Подковоносът на Мехели (Rhinolophus mehelyi) е вид дребни бозайници от разред Прилепи. Среща се и в България.

## Физическа характеристика
Основните размери на подковоноса на Мехели са:
- Дължина на тялото с главата: 4,9 – 6,4 cm
- Дължина на опашката: 2,1 – 3,2 cm
- Размах на крилата: до 31 cm

Прилича на южния подковонос, но е по-голям от него. Гърбът е оцветен в матовожълто, а коремът е светъл. Подковата му е по-тясна, а горният издатък на седлото е по-къс и широк, в сравнение с южния подковонос.

## Подвидове
- R. m. mehelyi (Matschie, 1901)
- R. m. tuneti (Deleuil & Labbe, 1955)

## Разпространение и местообитание
Ареалът му обхваща части от Южна Европа, Северна Африка и Югозападна Азия. В България се среща рядко, главно в райони с малка надморска височина.
Обитава влажни карстови пещери.

## Начин на живот и хранене
Образува големи колонии, достигащи няколко хиляди индивида. Разпределени са на групи от плътно притиснати един до друг подковоноси. Допуска съвместно обитаване с други видове прилепи.
Ловува през нощта, основно над ливади и пасища и по-рядко в гори и покрайнините им.

## Природозащитен статут
Видът е включен в следните списъци:
- Червен списък на застрашените видове (IUCN Red list) - Уязвим (Vulnerable VU)[5]
- Директива за местообитанията и дивата флора и фауна на ЕС – Приложение II и IV [7]

Основна заплаха за оцеляването му представляват безпокойството и унищожаването на местообитания от човека.
Популацията в България се оценява на 10 000 индивида.